# Gabil Mamedov
Gabil Mamedov (en russe Габил Абил оглы Мамедов) est un boxeur russe né le 19 avril 1994.

## Carrière
Sa carrière amateur est principalement marquée par deux médailles d'argent remportées aux championnats d'Europe de 2017 dans la catégorie poids mi-lourds et lors des Jeux européens de 2019 dans la catégorie poids légers.

## Palmarès

### Championnats d'Europe
- Médaille d'argent en -60 kg en 2017 à Kharkiv, Ukraine

### Jeux européens
- Médaille d'argent en -60 kg en 2019 à Minsk, Biélorussie